# 借物少女艾莉緹
《借物少女艾莉緹》，日语原意为「借居的艾莉緹」，是日本吉卜力工作室2010年上映的動畫電影，劇情改編自英國小說家瑪麗·諾頓的奇幻小說《地板下的小矮人》。本片聲優名單於2010年4月12日公佈
，同年7月17日在日本上映。為米林宏昌執導的首部電影，宮崎駿負責本片企劃及劇本編寫。

## 故事簡介
一位名叫翔的少年因為心臟病的關係，被帶到郊外的小屋裡療養。來到小屋時，他偶然在草堆叢中看見一個約10公分左右的女性小矮人。
那群居住在屋子下的小矮人們，為求生存會在人類不注意的情況下，偷偷取走一些人類的日常用品並裝入背包中帶回居所使用，而他們稱呼這種行為名：借物。
那名被翔發現的女性小矮人，艾莉緹，得知自己被偷看時相當驚恐，但隨後便得知翔並沒有惡意後，便慢慢試著跟翔接觸，並與他展開了一段小小的友情。

## 人物
艾莉緹
女主角。14歲，身高只有 10 公分的小矮人少女。個性開朗活潑、好奇心旺盛，與父母棲息在翔的姨婆的老房子地板下。故事初期在首次嘗試「借物」時，被翔發現而不慎遺落作為戰利品的方糖，起先對於自己的存在被人類發現感到驚恐，但隨著劇情發展與翔漸生友誼。後由於父親透過斯皮勒得知同族人的動態、棲身的地點被破壞，最終偕同父母與斯皮勒合作搬家，與翔道別，一行人乘坐水壺順河流前往新的居住處。
艾莉緹用人類衣夾紮住頭髮的造型，是導演米林宏昌希望能像《魔女宅急便》中；頭髮綁著蝴蝶結的女主角琪琪那樣給人很有自我主張的感覺。
翔
男主角。12歲，為了養病搬到東京近郊姨婆（翔的祖母的妹妹）的老房子裡居住，偶然發現艾莉緹的蹤跡。父母離異，與家人互動不多。與艾莉緹成為朋友，但亦因為自己的行為，導致艾莉緹與父母的棲身處被破壞。故事尾聲前往河畔與艾莉緹等人道別。
迪士尼國際配音版包含最後的獨白：翔在獨白中透露自己與艾莉緹道別後，便沒再見過她。一年後翔回到家裡，說明手術很成功。更讓他喜出望外的是，他無意中聽到了鄰居家中物品消失的傳言。
米林宏昌在設計此角色時，參考過為翔配音的日本男影星神木隆之介先前拍攝在月曆上的寫真，以及漫畫家萩尾望都的作品《天使心》裡的一些角色。
霍米莉
艾莉緹的母親。嚮往海邊生活。為全家人打點借來物品的家庭主婦。有點愛操心、容易反應過度，很掛心女兒安危。曾經被阿春關進罐子，後來被翔與艾莉緹救出。
波特
艾莉緹的父親。晚上時會冒著生命危險外出借物。
牧貞子
翔的祖母的妹妹，對翔來說是姨婆。68歲。性格沉穩。翔的母親對她言聽計從。
阿春
貞子家的家傭，對於幻想能親自抓取小矮人一事很感興趣。曾把霍米莉抓到罐子裡。
斯皮勒
15歲的小矮人少年。經常拿著弓箭到處走，獨自一人過著充滿野性的生活，幫過艾莉緹的父親。
身上的弓箭是拿來狩獵的物品，曾經拿著一隻蟋蟀腳問艾莉緹是否要品嘗看看，最後幫助艾莉緹一家人搬家。

## 原作小說
原作為由小說家瑪麗·諾頓於1952年發表的作品《地板下的小矮人》，描述著在英國的人類社會裡，暗中居住著一群靠偷偷拿取人類日常用品生存的小矮人「艾莉緹」一家。
因受到讀者喜愛，在1955年起再次陸續發表續集至1982為止。而此系列一共發行了五本創作：
- The Borrowers（1952年發行）
- The Borrowers Afield（1955年發行）
- The Borrowers Afloat（1959年發行）
- The Borrowers Aloft（1961年發行）
- The Borrowers Avenged（1982年發行）

### 獎項
- 1952年獲取卡內基獎[10]

### 原作與動畫相異點
|                    | 原作                                                 | 動畫                                  |
| ------------------ | ---------------------------------------------------- | ------------------------------------- |
| 登場的人類主角     | 為了治療風濕病而療養的英國男孩 年齡：9歲（謊稱10歲） | 因心臟問題而療養的日本少年 年齡：12歲 |
| 最先被看到的小矮人 | 波特                                                 | 艾莉緹                                |
| 角色斯皮勒         | 原作小說的續作登場                                   | 幫助艾莉緹的父親時登場                |

## 幕後製作

### 制作契机
宮崎駿和高畑勳兩位導演在40多年前閱讀過《地板下的小矮人》後，引起了相當大的興趣，並曾嘗試製作將此故事改編為動畫片的企劃。2008年初夏，經宮崎駿先生重新企劃後，在當年秋季決定讓米林宏昌先生執起導演筒，成為第一位完全土生土長由吉卜力培育出的導演。多年來身為吉卜力動畫師的米林導演，曾被宮崎駿先生盛讚為“世界通用的動畫師”。
本片起初被定名為《小小的艾莉緹》。在製作人鈴木敏夫提議下，決定由米林宏昌先生擔任導演。

### 場景範本

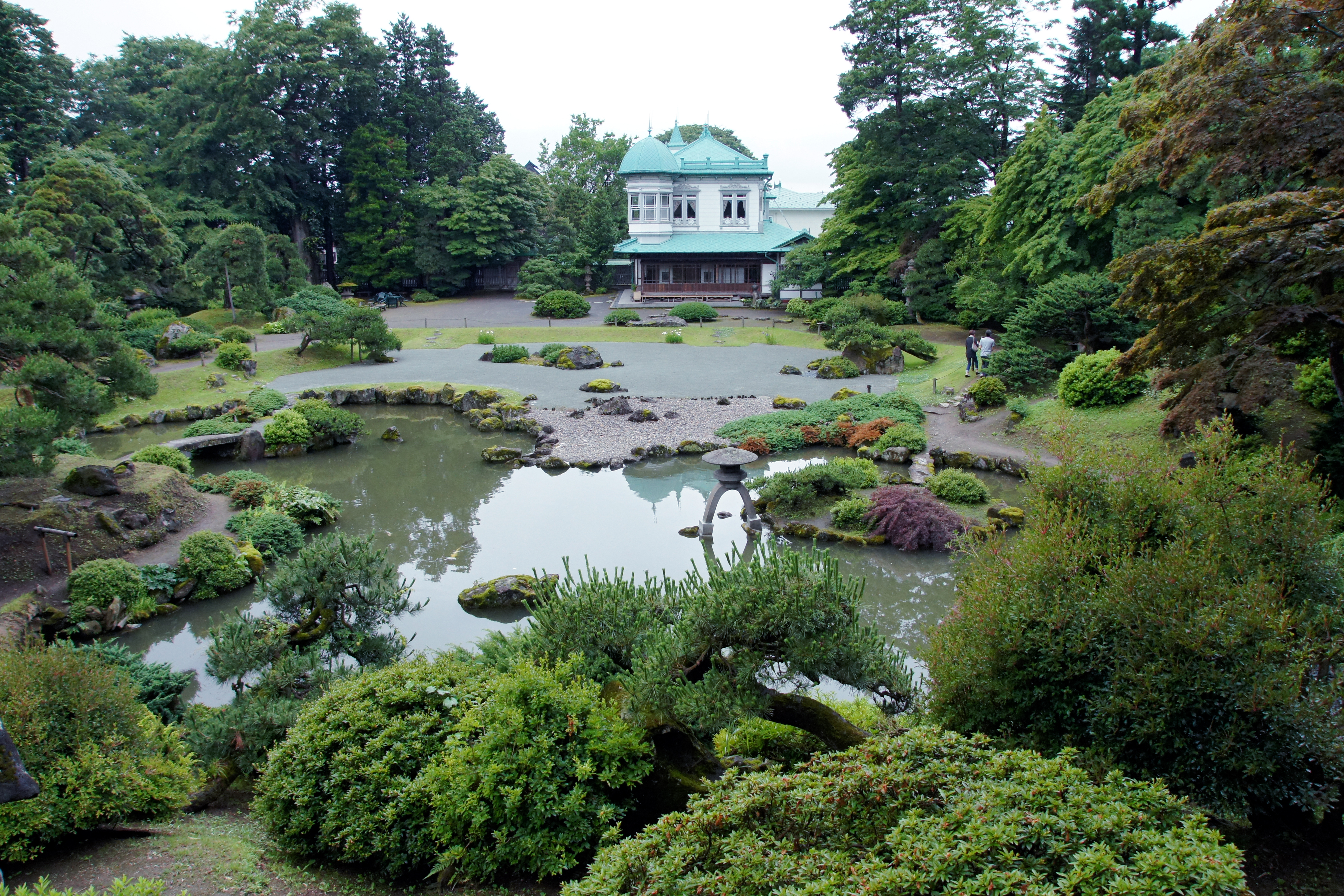
盛美園

本片中混合日式與西洋風格的老房子及庭院，參考自2008年吉卜力員工旅行曾到訪的青森縣平川市的盛美園。。另外也參考宮崎駿生活起居一帶的小金井市周遭建物。

### 聲優
| 角色                   | 配音              | 配音            | 配音   | 配音   | 配音          |
| 角色                   | 日本              | 英国            | 臺灣   | 香港   | 美国          |
| ---------------------- | ----------------- | --------------- | ------ | ------ | ------------- |
| 艾莉緹（アリエッティ） | 志田未來          | 瑟夏·羅南       | 林沛笭 | 林寶怡 | 布莉琪·門德勒 |
| 荷蜜莉（ホミリー）     | 大竹忍            | 奧莉薇雅·柯爾曼 | 馮嘉德 | 陳安瑩 | 艾米·波勒     |
| 波特（ポッド）         | 三浦友和          | 馬克·史壯       | 李香生 | 高翰文 | 威尔·阿奈特   |
| 斯皮勒（スピラー）     | 藤原龍也          | 魯克·艾倫-蓋爾  | 孫國卿 | 不適用 | 莫斯·阿里埃斯 |
| 翔（しょう）           | 神木隆之介        | 汤姆·赫兰德     | 蔣鐵城 | 張預東 | 大衛·亨利     |
| 牧貞子（まき さだこ）  | 竹下景子          | 菲莉希拉·勞     | 陳季霞 | 謝月美 | 格瑞絲·伯特利 |
| 阿春（ハル）           | 樹木希林          | 潔拉丁·馬克伊萬 | 崔幗夫 | 不適用 | 克洛·布內特   |
| 其他聲優               | 羽鳥慎一 吉野正弘 | 不適用          | 夏治世 | 不適用 | 不適用        |

### 製作人員
- 原作：瑪麗·諾頓
- 導演、分鏡：米林宏昌
- 企劃、編劇：宫崎駿
- 編劇：丹羽圭子
- 製作人：鈴木敏夫
- 出品人：星野康二
- 作畫監督：賀川愛、山下明彦
- 美術監督：武重洋二、吉田昇
- 色彩指定：森奈緒美
- 影像指導：奧井敦
- 音響指導、整音：笠松廣司
- 配音指導：木村繪理子
- 音樂、主題曲：賽西兒·柯貝爾
- 製作擔當：奥田誠治、福山亮一、藤卷直哉
- 特別協力贊助：MS&AD Holdings
- 特別協力：LAWSON・讀賣新聞
- 發行：東寶

### 音樂

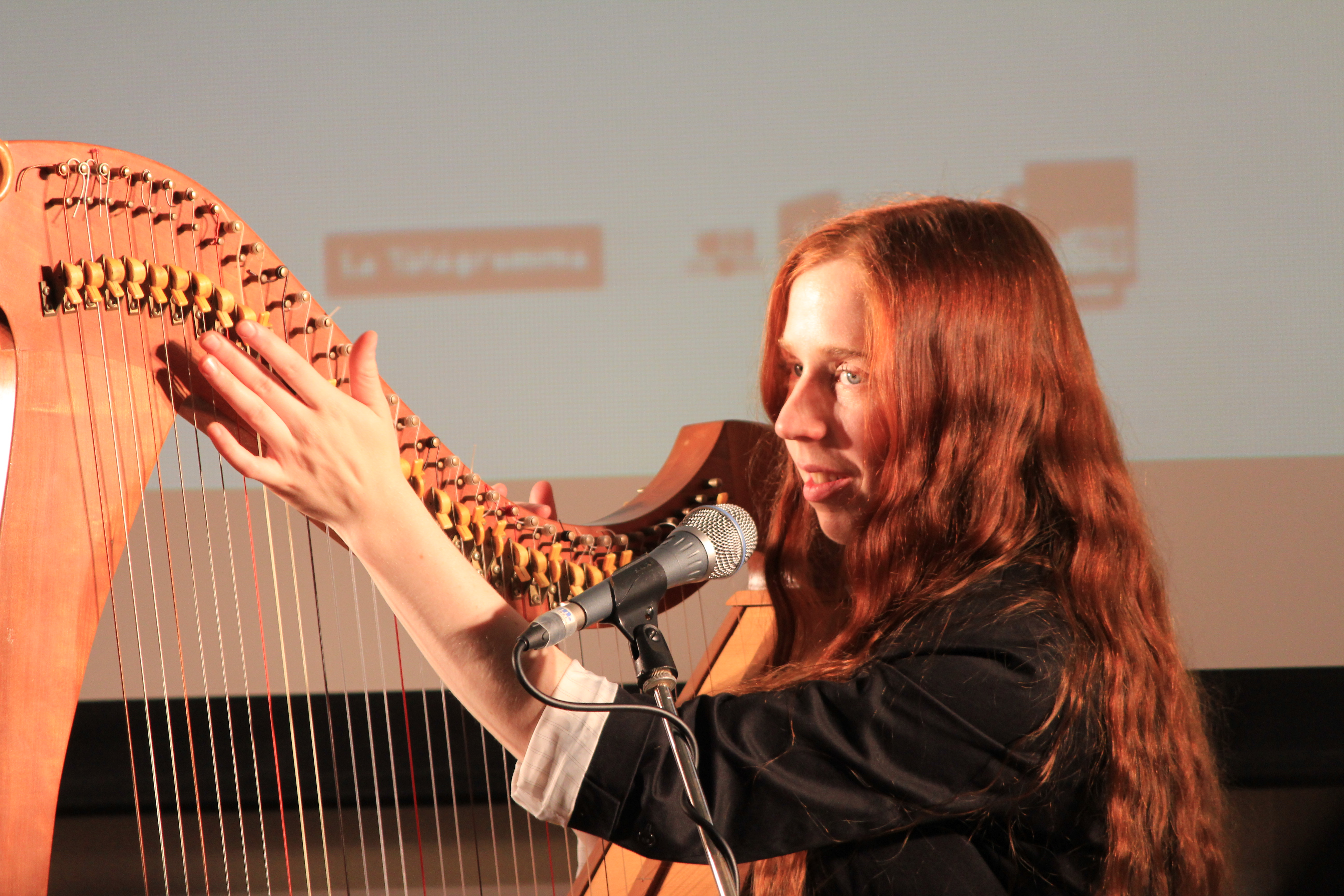
在東京演唱《艾莉緹之歌》(Arrietty's song)的賽西兒·柯貝爾

負責此作品配樂的法國歌手賽西兒·柯貝爾因先前觀賞了《神隱少女》而成為吉卜力的影迷，並在吉卜力的作品中獲得不少創作靈感。
事後賽西兒懷著感謝的心情將她其中一張專輯寄給吉卜力工作室，而鈴木敏夫在聽到賽西兒寄來的專輯時頗有好感，便邀請賽西兒能夠為借物少女製作配樂。

#### 主題曲
- 《Arrietty's Song》

歌：賽西兒·柯貝爾　作詞：賽西兒·柯貝爾(英文譯詞)、伊平容子(日文譯詞)　作曲：賽西兒·柯貝爾、Simon Caby
- 《亞莉亞蒂之歌》（粵語版）

歌：鄧紫棋　作詞：鄧紫棋  作曲：賽西兒·柯貝爾、Simon Caby

## 著作權标志“GNDHDDTW”
本片因由吉卜力工作室、日本電視台、電通、博報堂DYMP、迪士尼、三菱商事、東寶、WILD BUNCH聯合推出，所以著作權标志「GNDHDDTW」是从各公司名称中各取一字母結合而成。

## 宣傳

### 宣傳活動
在日本當時於2010年5月8日起在約20來座的戲院裡，掛上高1.8公尺、寬10.5公尺的巨型宣傳海報。
之後日本電影美術導演種田陽平受了鈴木敏夫及宮崎吾朗的委託，設計了將劇中艾莉緹居家實體化的展覽「借物少女艾莉緹x種田陽平展」，並在7月17日至10月3日期間於東京都現代美術館中開辦。後續在8月17日前；參展人數突破至10萬人。

### 文宣標語
- 不能被人類發現，是我們生存的定律──

## 反應

### 票房
日本當地預售票自2010年6月17日起發售，在2個月後預售票訂購數就已突破54000張，為前次吉卜力作品《崖上的波妞》的3倍。
之後在447間戲院首映後，7月17日至18日之間票房收入為9億日幣、觀賞人數達68萬人次，居當時票房第一位。另外17至19日3天的票房成績為13億4979萬8700日幣、觀賞人數突破至103萬8183人，其中觀賞人數裡約6成為女性。首映第2週後觀賞人數已突破至206萬2166人次、至第6週達到600萬人次
最後在2010年累計的票房收入為92億日圓，是當年日本國產電影的首位。

## 評價
2023年3月，本片在爛蕃茄發表「根據爛番茄評論家評比，100部不限時間的最佳日本動畫電影」排行榜名列第12名。

### 得獎記錄
- 2010年第34屆日本奧斯卡的日本電影金像獎最佳動畫片獎[28]

## 影音產品

### 影碟
日本版DVD及藍光光碟於2011年6月17日在日本發行。

### CD專輯

#### 印象專輯
| 曲目                                                       | 創作                                                                   |
| ---------------------------------------------------------- | ---------------------------------------------------------------------- |
| 1.A Different World（另一個世界）                          | 作詞：賽西兒·柯貝爾 作曲：賽西兒·柯貝爾/Simon Caby 演唱：賽西兒·柯貝爾 |
| 2.Arrietty's Song（English version）（艾莉緹之歌──英文版） | 作詞：賽西兒·柯貝爾 作曲：賽西兒·柯貝爾/Simon Caby 演唱：賽西兒·柯貝爾 |
| 3.Sho's Song（翔之歌）                                     | 作詞：賽西兒·柯貝爾 作曲：賽西兒·柯貝爾/Simon Caby 演唱：賽西兒·柯貝爾 |
| 4.Sho's Lament（翔之悲哀）                                 | 作詞：賽西兒·柯貝爾 作曲：賽西兒·柯貝爾/Simon Caby 演唱：賽西兒·柯貝爾 |
| 5.The Neglected Garden（荒棄的庭園）                       | 作詞：賽西兒·柯貝爾 作曲：賽西兒·柯貝爾/Simon Caby 演唱：賽西兒·柯貝爾 |
| 6.Forbidden Love（禁忌的戀情）                             | 作詞：賽西兒·柯貝爾 作曲：賽西兒·柯貝爾/Simon Caby 演唱：賽西兒·柯貝爾 |
| 7.My First Borrowing（我第一次的借物）                     | 作詞：賽西兒·柯貝爾 作曲：賽西兒·柯貝爾/Simon Caby 演唱：賽西兒·柯貝爾 |
| 8.Our House Below（地板下是我的家）                        | 作詞：賽西兒·柯貝爾 作曲：賽西兒·柯貝爾/Simon Caby 演唱：賽西兒·柯貝爾 |
| 9.Haru's Chase（阿春嬸的跟蹤）                             | 作詞：賽西兒·柯貝爾 作曲：賽西兒·柯貝爾/Simon Caby 演唱：賽西兒·柯貝爾 |
| 10.Rain（雨）                                              | 作詞：賽西兒·柯貝爾 作曲：Simon Caby/Laura Marciano                    |
| 11.Spiller（斯皮勒）                                       | 作詞：賽西兒·柯貝爾 作曲：賽西兒·柯貝爾/Simon Caby 演唱：賽西兒·柯貝爾 |
| 12.The Doll House（娃娃屋）                                | 作詞：賽西兒·柯貝爾 作曲：賽西兒·柯貝爾/Simon Caby 演唱：賽西兒·柯貝爾 |
| 13.Departure at Dawn（旅程的出發）                         | 作詞：賽西兒·柯貝爾 作曲：賽西兒·柯貝爾/Simon Caby 演唱：賽西兒·柯貝爾 |
| 14.Arrietty's Song（艾莉緹之歌）                           | 作詞：賽西兒·柯貝爾 作曲：賽西兒·柯貝爾/Simon Caby 演唱：賽西兒·柯貝爾 |

#### 原聲帶
| 借りぐらしのアリエッティ サウンドトラック                        | 借りぐらしのアリエッティ サウンドトラック                              |
| 曲目                                                             | 創作                                                                   |
| ---------------------------------------------------------------- | ---------------------------------------------------------------------- |
| 1.The Neglected Garden（荒棄的庭園）                             | 作詞：賽西兒·柯貝爾 作曲：賽西兒·柯貝爾/Simon Caby 演唱：賽西兒·柯貝爾 |
| 2.Our House Below-Movie Version（地板下是我的家─電影版）         | 作詞：賽西兒·柯貝爾 作曲：賽西兒·柯貝爾/Simon Caby 演唱：賽西兒·柯貝爾 |
| 3.Our House Below-Instrumental Version（地板下是我的家─音樂版）  | 作曲：賽西兒·柯貝爾/Simon Caby                                         |
| 4.The Doll House-Instrumental Version（娃娃屋─音樂版）           | 作曲：賽西兒·柯貝爾/Simon Caby                                         |
| 5.Sho's Lament-instrumental Version1（翔之悲哀─音樂版）          | 作曲：賽西兒·柯貝爾/Simon Caby                                         |
| 6.Arrietty's Song-instrumental Version（艾莉緹之歌─音樂版）      | 作曲：賽西兒·柯貝爾/Simon Caby                                         |
| 7.The Neglected Garden-Instrumental Version（荒棄的庭園─音樂版） | 作曲：賽西兒·柯貝爾/Simon Caby                                         |
| 8.Sho's Waltz（翔之華爾兹）                                      | 作曲：賽西兒·柯貝爾/Simon Caby                                         |
| 9.Spiller-Instrumental Version（斯皮勒─音樂版）                  | 作曲：賽西兒·柯貝爾/Simon Caby                                         |
| 10.Rain-Instrumental Version（雨─音樂版）                        | 作曲：Simon Caby/Laura Marciano                                        |
| 11.The Wild Waltz（狂野華爾滋）                                  | 作曲：賽西兒·柯貝爾/Simon Caby                                         |
| 12.Sho's Lament-Instrumental Version2（翔之悲哀─音樂版Version2） | 作曲：賽西兒·柯貝爾/Simon Caby                                         |
| 13.An Uneasy Feeling（不安的心情）                               | 作曲：賽西兒·柯貝爾/Simon Caby                                         |
| 14.With you（與你一起）                                          | 作曲：賽西兒·柯貝爾/Simon Caby                                         |
| 15.The House is in Silence（靜寂之古老大屋）                     | 作曲：賽西兒·柯貝爾/Simon Caby                                         |
| 16.Sho's Song-Instrumental Version（翔之歌─音樂版）              | 作曲：賽西兒·柯貝爾/Simon Caby                                         |
| 17.Precious Memories（珍貴回憶）                                 | 作曲：賽西兒·柯貝爾/Simon Caby                                         |
| 18.Goodbye My Friend-Instrumental（再見我的好友─音樂版）         | 作曲：賽西兒·柯貝爾/Simon Caby                                         |
| 19.I Will Never Forget You（永不忘記你）                         | 作曲：賽西兒·柯貝爾/Simon Caby                                         |
| 20.Arrietty's Song（艾莉緹之歌）                                 | 日文歌詞：伊平容子 作曲：賽西兒·柯貝爾/Simon Caby 演唱：賽西兒·柯貝爾  |
| 21.Tears in My Eyes（我眼中的淚）                                | 作詞：賽西兒·柯貝爾 作曲：賽西兒·柯貝爾/Simon Caby 演唱：賽西兒·柯貝爾 |
| 22.Goodbye My Friend（再見我的好友）                             | 作曲：賽西兒·柯貝爾/Simon Caby                                         |

#### 單曲
| Arrietty's Song                                            | Arrietty's Song                                                        |
| 曲目                                                       | 創作/演唱                                                              |
| ---------------------------------------------------------- | ---------------------------------------------------------------------- |
| 1.Arrietty's Song（艾莉緹之歌）                            | 作詞：賽西兒·柯貝爾 作曲：賽西兒·柯貝爾/Simon Caby 演唱：賽西兒·柯貝爾 |
| 2.Arrietty's Song （English Version）（艾莉緹之歌─英文版） | 作詞：賽西兒·柯貝爾 作曲：賽西兒·柯貝爾/Simon Caby 演唱：賽西兒·柯貝爾 |
| 3.The Neglected Garden（荒棄的庭園）                       | 作詞：賽西兒·柯貝爾 作曲：賽西兒·柯貝爾/Simon Caby 演唱：賽西兒·柯貝爾 |
| 4.Arrietty's Song（Kareoke） （艾莉緹之歌─伴奏版）         | 作曲：賽西兒·柯貝爾/Simon Caby                                         |

## 相關書籍
中文再版小說
| 冊目 | 書名                                         | 原作            | 出版                                         |
| ---- | -------------------------------------------- | --------------- | -------------------------------------------- |
| 1    | 借物少女【暢銷70年全新譯本】（The Borrowers）                            | 作者：瑪麗·諾頓 | 台灣：博識圖書 香港：萬里機構 大陸：鳳凰出版 |
| 2    | 借物少女2：野外傳說（The Borrowers Afield）  | 作者：瑪麗·諾頓 | 台灣：博識圖書 香港：萬里機構 大陸：鳳凰出版 |
| 3    | 借物少女3：漂流驚奇（The Borrowers Afloat）  | 作者：瑪麗·諾頓 | 台灣：博識圖書 香港：萬里機構 大陸：鳳凰出版 |
| 4    | 借物少女4：閣樓奇蹟（The Borrowers Aloft）   | 作者：瑪麗·諾頓 | 台灣：博識圖書 香港：萬里機構 大陸：鳳凰出版 |
| 5    | 借物少女5：滿月行動（The Borrowers Avenged） | 作者：瑪麗·諾頓 | 台灣：博識圖書 香港：萬里機構 大陸：鳳凰出版 |

全彩電影漫畫
| 冊目 | 書名            | 製作                                                            | 出版                          |
| ---- | --------------- | --------------------------------------------------------------- | ----------------------------- |
| 1    | 借物少女艾莉緹1 | 原作：瑪麗·諾頓 導演：米林宏昌 企劃.編劇：宮崎駿 編劇：丹羽圭子 | 台灣：台灣角川 香港：萬里機構 |
| 2    | 借物少女艾莉緹2 | 原作：瑪麗·諾頓 導演：米林宏昌 企劃.編劇：宮崎駿 編劇：丹羽圭子 | 台灣：台灣角川 香港：萬里機構 |
| 3    | 借物少女艾莉緹3 | 原作：瑪麗·諾頓 導演：米林宏昌 企劃.編劇：宮崎駿 編劇：丹羽圭子 | 台灣：台灣角川 香港：萬里機構 |
| 4    | 借物少女艾莉緹4 | 原作：瑪麗·諾頓 導演：米林宏昌 企劃.編劇：宮崎駿 編劇：丹羽圭子 | 台灣：台灣角川 香港：萬里機構 |

全彩電影故事書
| 書名           | 製作                                                            | 出版                          |
| -------------- | --------------------------------------------------------------- | ----------------------------- |
| 借物少女艾莉緹 | 原作：瑪麗·諾頓 導演：米林宏昌 企劃.編劇：宮崎駿 編劇：丹羽圭子 | 台灣：台灣角川 香港：萬里機構 |

設定集
| 書名                    | 出版                          |
| ----------------------- | ----------------------------- |
| THE ART OF Kari-gurashi | 台灣：台灣角川 香港：萬里機構 |

## 雜談
- 劇情中翔在床上閱讀的書籍為法蘭西絲·霍森·柏納特的《秘密花園》。[31]
- 在宮崎駿與丹羽圭子編寫的《借物少女艾莉緹》劇本中，有一句「艾莉緹朝向2樓翔的房間過去」簡單的過場描述，而米林宏昌將此描述設計成一段長達數分鐘、詳細表現出艾莉緹攀爬模樣的段落。[32]之後看到如此表現的宮崎駿向鈴木敏夫表示「我們很幸運能有麻呂（米林宏昌的綽號）在」。[33]
- 米林宏昌早期設計的艾莉緹角色草稿、曾被點出有太像《風之谷》裡「娜烏西卡」的問題。後來鈴木敏夫提議不妨從自己喜歡的電影女性角色來找尋一些靈感，而米林宏昌所想到的是《亂世佳人》裡的郝思嘉以及郝思嘉的表妹韓美蘭。[34]
- 鈴木敏夫起初在配音員選角上；一直挑選不到適合斯皮勒的人選。直至某日藤原龍也來到鈴木敏夫在惠比壽的事務所作客時，對方用讓鈴木敏夫聽起來很有趣的語調說「我是吉卜力的影迷」而被相中。[35]